# Почётные звания РСФСР
Почётные звания Российской Советской Федеративной Социалистической Республики — государственные награды РСФСР, присуждались деятелям науки, искусства и выдающимся личностям в других областях технической и трудовой деятельности. Таким званием награждались граждане РСФСР и других республик СССР за выдающиеся достижения.
Правовые акты об установлении почётных званий РСФСР в России действовали до принятия Указа Президента Российской Федерации от 30 декабря 1995 г. № 1341, установившего почётные звания Российской Федерации. После изменения наименования государства с «Российская Советская Федеративная Социалистическая Республика» на «Российская Федерация» (см. Закон РСФСР от 25 декабря 1991 г. № 2094-I и Закон Российской Федерации от 21 апреля 1992 года № 2708-I) в названиях всех почётных званий с 16 мая 1992 года вместо слово «РСФСР» использовалось слово «Российской Федерации».

## Список почётных званий РСФСР
В скобках — дата установления почётного звания.
1. Народный артист РСФСР (10 августа 1931 г.)
2. Заслуженный деятель науки и техники РСФСР (10 августа 1931 г.)
3. Заслуженный деятель науки РСФСР (10 августа 1931 г.)
4. Заслуженный деятель искусств РСФСР (10 августа 1931 г.)
5. Заслуженный артист РСФСР (10 августа 1931 г.)
6. Заслуженный учитель школы РСФСР (11 января 1940 г.)
7. Заслуженный врач РСФСР (11 января 1940 г.)
8. Народный художник РСФСР (16 июля 1943 г.)
9. Заслуженный зоотехник РСФСР (16 июня 1949 г.)
10. Заслуженный ветеринарный врач РСФСР (16 июня 1949 г.)
11. Заслуженный агроном РСФСР (28 января 1954 г.)
12. Заслуженный мастер профессионально-технического образования РСФСР (18 июля 1956 г.)
13. Заслуженный учитель профессионально-технического образования РСФСР (18 июля 1956 г.)
14. Заслуженный художник РСФСР (10 сентября 1960 г.)
15. Заслуженный механизатор сельского хозяйства РСФСР (28 декабря 1960 г.)
16. Заслуженный лесовод РСФСР (28 декабря 1960 г.)
17. Заслуженный изобретатель РСФСР (20 апреля 1961 г.)
18. Заслуженный рационализатор РСФСР (20 апреля 1961 г.)
19. Заслуженный строитель РСФСР (6 июля 1961 г.)
20. Заслуженный работник культуры РСФСР (26 мая 1964 г.)
21. Заслуженный шахтёр РСФСР (1 марта 1966 г.)
22. Заслуженный работник торговли РСФСР (15 июня 1966 г.)
23. Заслуженный юрист РСФСР (20 июня 1966 г.)
24. Заслуженный мелиоратор РСФСР (7 июля 1966 г.)
25. Заслуженный землеустроитель РСФСР (19 декабря 1967 г.)
26. Заслуженный архитектор РСФСР (7 марта 1968 г.)
27. Заслуженный геолог РСФСР (21 мая 1970 г.)
28. Заслуженный энергетик РСФСР (11 декабря 1970 г.)
29. Заслуженный связист РСФСР (21 апреля 1972 г.)
30. Заслуженный металлург РСФСР (28 августа 1975 г.)
31. Заслуженный работник бытового обслуживания населения РСФСР (11 марта 1977 г.)
32. Заслуженный работник жилищно-коммунального хозяйства РСФСР (18 марта 1977 г.)
33. Заслуженный машиностроитель РСФСР (6 января 1978 г.)
34. Заслуженный работник нефтяной и газовой промышленности РСФСР (12 января 1978 г.)
35. Заслуженный химик РСФСР (25 мая 1978 г.)
36. Заслуженный работник геодезии и картографии РСФСР (8 февраля 1979 г.)
37. Заслуженный инженер сельского хозяйства РСФСР (7 марта 1979 г.)
38. Заслуженный работник транспорта РСФСР (21 июня 1979 г.)
39. Заслуженный рыбовод РСФСР (1 ноября 1979 г.)
40. Заслуженный работник сельского хозяйства РСФСР (14 марта 1980 г.)
41. Заслуженный экономист РСФСР (5 июня 1980 г.)
42. Заслуженный работник социального обеспечения РСФСР (12 февраля 1981 г.)
43. Заслуженный работник текстильной и легкой промышленности РСФСР (9 апреля 1981 г.)
44. Заслуженный наставник молодёжи РСФСР (16 июля 1981 г.)
45. Заслуженный работник физической культуры РСФСР (3 июня 1982 г.)
46. Заслуженный работник пищевой индустрии РСФСР (17 июня 1982 г.)
47. Заслуженный работник лесной промышленности РСФСР (8 июля 1982 г.)
48. Заслуженный работник рыбного хозяйства РСФСР (26 августа 1982 г.)
49. Заслуженный конструктор РСФСР (12 ноября 1985 г.)
50. Заслуженный технолог РСФСР (12 ноября 1985 г.)